# Black Veil Brides
Black Veil Brides — американская рок-группа из Огайо, основанная в 2006 году. Отличительной чертой группы является необычный сценический образ, вдохновленный Kiss, Mötley Crüe и другими глэм-метал-артистами 1980-х годов.

## История

### Формирование группы и дебютный альбом (2006—2010)
Группа «Black Veil Brides» сформировалась в 2006 году и первоначально носила название «Brides». В группу вошли вокалист Энди Бирсак, гитарист Джонни Герольд и бас-гитарист Филл Кенеделла. Вскоре через MySpace они познакомились с гитаристом Нейтом Шипом и барабанщицей Сандрой Алваренгой, которые также вошли в состав группы. Вместе они записали песню «Knives and Pens», этот клип был просмотрен более 100.000.000 раз на YouTube. После состав группы несколько раз менялся. Бирсак — единственный оставшийся участник первоначального состава.
В ноябре 2009 года группу в связи с разногласиями покинул ритм-гитарист Дэвид Бёртон, пришедший в группу в 2008 году. После ухода он начал новый проект «House of Glass» вместе с предыдущим гитаристом Крисом Блюсером, который покинул группу в то же время. Их демоальбом с песнями Энди Бирсака был выставлен на MySpace. Позже «Black Veil Brides» утверждали, что песни альбома «House of Glass» предназначались для предстоящего дебютного альбома группы и что Бёртон перезаписал их со своим голосом. Бёртон же заявил, что написал песни ещё до прихода в группу и песни предназначались для его демоальбома. Так как демоальбом «House of Glass» был выпущен раньше, чем альбом «Black Veil Brides» «We Stitch These Wounds», группе пришлось сменить название песен «Funeral in Flames» на «Beautiful Remains» и «Alive and Burning» на «All Your Hate». Лишь песня «Sweet Blasphemy» вышла под тем же названием, что и в альбоме «House of Glass».
В сентябре 2009 года группа подписала контракт с лейблом «StandBy Records». В декабре 2009 года группа провела первый тур по Америке, под названием «On Leather Wings». Дебютный альбом группы «We Stitch These Wounds» был выпущен 10 июля 2010 года и в первую неделю было распродано свыше 10.000 копий. Альбом достиг 36 места на Billboard Top 200 chart и первое место на Billboard Independent Chart. Позже, в 2010 году, группа участвовала в поддержке туров таких групп как «The Birthday Massacre», «Dommin» и «Aural Vampire». В октябре 2010 года группа выступила с Motionless in White.

### Set the World on Fire,RebelsиWretched and Divine: The Story of the Wild Ones(2011—2013)
«Set the World on Fire» — второй студийный альбом группы был выпущен 14 июня 2011 года компанией Lava Records, а обложка альбома была представлена уже в апреле. Заглавный трек из альбома «Set the World on Fire» должен был стать саундтреком к фильму «Крик 4», но 23 мая было объявлено, что песня будет одним из саундтреков к фильму «Трансформеры 3: Тёмная сторона Луны». Клип на песню «Fallen Angels» был снят в конце апреля и дебютировал 1 мая в Великобритании и 3 мая в США. Так же на песни «The Legacy» и «Rebel Love Song» тоже были сняты видеоклипы. Мини-альбом (EP) «Rebels» был выпущен 13 декабря 2011 года. В него вошли такие песни, как «Coffin», «Rebel Yell (Billy Idol Cover)», «Unholy (Kiss Cover, feat. Zakk Wylde)». На песню «Coffin» был снят видеоклип, а песня «Unholy» была записана вместе со знаменитым гитаристом Заком Уайлдом.
Также Black Veil Brides записали песню «Unbroken», которая вошла в саундтрек фильма «Мстители».
13 июля 2012 года вышел официальный клип «Coffin» из мини-альбома «Rebels».
18 февраля Эшли Парди объявил, что третий студийный альбом, как и планировалось, будет выпущен в конце 2012 года. 2 мая Black Veil Brides объявили: «На сегодняшний день мы официально начали запись нашего нового альбома, который будет выпущен 30 октября». 4 сентября счастливый Энди объявил, что они закончили запись альбома. Позже было объявлено, что выпуск альбома будет перенесен с 30 октября на январь 2013 года. 31 октября был показан трейлер к полнометражному фильму «Legion of the Black». Фильм является визуальным описанием судьбы в альбоме. Wretched and Divine: The Story of the Wild Ones занял 7 место на вершине Billboard Топ 200.
11 июня Black Veil Brides выпустили Wretched and Divine Ultimate Edition содержащий в себе три эксклюзивных трека: «Revelation», «Victory Call» и «Let You Down» вместе с «Legion of the Black» на DVD.

### Black Veil BridesиVale(2014)
Black Veil Brides 28 октября 2014 года выпустили свой четвёртый альбом Black Veil Brides. Также они представили видеоклип на песню «Heart Of Fire». Продюсером четвёртого альбома стал Боб Рок, ранее являвшийся продюсером «Metallica» и других известных групп. 31 октября того же года вышел ещё один клип на песню «Goodbye Agony». Black Veil Brides подтвердили, что после The Black Mass Tour они займутся съёмками сиквела к «Legion of The Black». Также они выпустят концертный DVD летом 2015 года.
22 декабря 2016 группа выпустила сингл «The Outsider» с грядущей 5-й пластинки группы, дата выхода которой назначена на осень 2017 года. Продюсером пятого альбома группы стал Джон Фельдман, работавший с группой над Wretched and Divine:The Story Of The Wild Ones.
29 сентября вышел новый трек «My Vow». 3 ноября вышел ещё один новый трек «When They Call My Name». Пятый студийный альбом «Vale» вышел 12 января 2018 года.
16 ноября 2019 года, группа, в своём твиттер-аккаунте, объявила об уходе своего бас-гитариста Эшли Парди.

### Re-Stitch These Wounds(2020)
26 июня 2020 года на Sumerian Records вышла песня «Sweet Blasphemy» из нового альбома «Re-Stitch These Wounds».
Второй сингл «Perfect Weapon» вышел 17 июля На сей раз продюсером альбома выступил гитарист группы Джейк Питтс.
«Re-Stitch These Wounds» вышел 31 июля 2020 года, и является перезаписью дебютного альбома «We Stitch These Wounds», которому 20 июля 2020 года исполнилось 10 лет. Группа заявила, что «Альбом задуман как „дополнение“ к первому альбому, а не как „замена“, и мы надемся, что вы сможете насладиться и увидеть музыкальную эволюцию группы уникальным образом». Это их первый полноформатный студийный альбом с Лонни Иглтоном в качестве басиста.

### The Phantom Tomorrow(2021)
2 августа 2020 года, после трансляции, посвященной альбому «Re-Stitch These Wounds» гитарист группы Джинкс подтвердил, что они работают над новым альбомом во время пандемии COVID-19 заявив:
Я не могу говорить о том, что мы представляем для следующего альбома, но мы пересматриваем идею ещё одной концептуальной записи, как мы это сделали с Wretched and Divine. Было бы здорово выпустить ещё один концептуальный диск, но посмотрим, что получится. У нас уже написано шесть песен, и мы все ещё пишем. Как только мы сделаем это шоу, мы вернемся в студию, чтобы написать ещё кое-что. Мы все это делали сами. Продюсировать альбом будет Джейк, а мы записываем вокал и гитары в его студии. Я записываю гитару в своей студии. Из-за распространения COVID-19 мы все были на карантине и работали дома, но когда мы собираемся вместе, это только мы и, возможно, наши жены. Когда мы все в одной комнате обмениваемся идеями друг с другом, это нескончаемый поток вдохновения и идей. Я рад, что фанаты услышат, что мы придумываем.
11 ноября 2020 года группа анонсировала The Phantom Tomorrow в интервью Kerrang. Первый сингл «Scarlet Cross» был выпущен 13 ноября. 12 апреля 2021 года был выпущен второй сингл «Fields of Bone» вместе с обложкой альбома, трек-листом и информацией о предварительном заказе. Вскоре за ним последовал «Crimson Skies», выпущенный 3 июня вместе с анимационным лирическим видео. Четвёртый сингл «Torch» был выпущен вместе с видеоклипом 13 августа. В день выхода альбома также вышел клип на самую тяжелую песню с альбома — «Crimson Skies». 13 мая 2022 года группа выпустила видеоклип на песню «Born Again»
29 октября 2021 года выходит шестой студийный и концептуальный альбом «The Phantom Tomorrow». Вместе с ним вышел комикс, который раскрывает и дополняет основной сюжет.

### The Mourning EP(2022)
6 сентября 2022 года группа выпускает сингл «Saviour 2», который является продолжением песни «Saviour» с альбома Set The World on Fire. Помимо выпуска сингла, Black Veil Brides также анонсируют свой новый мини-альбом The Mourning. Вот что группа говорит о мини-альбоме:

«The Mourning отражает то, насколько воодушевленными были Black Veil Brides после очень бурных нескольких лет существования группы. Это представление о том, что Black Veil Brides чувствуют себя обновленными как музыканты и как друзья. От вступительного гитарного риффа „Devil“ до драйвовой концовки „Better Angels“. The Mourning демонстрирует звучание, которое вдохновило нас на создание армии лояльности по всему миру».
По звучанию, The Mourning гораздо тяжелее предыдущего The Phantom Tomorrow. Группа возвращается к большому, смелому, брутальному металлу после мелодичного The Phantom Tomorrow. А вот что Энди написал о The Mourning:
«Мы так рады поделиться „The Mourning“ с нашими фанатами, которые поддерживали нас столько лет. Они подняли нас и являются причиной того что мы можем делать карьеру в музыке. Многое в этом альбоме говорит о том, насколько воодушевленными мы себя чувствовали после очень бурных нескольких лет существования группы. Это подлинное представление о том, насколько энергичными мы себя чувствуем. Не только как музыканты, но и как друзья. Работа над нашим предыдущим альбомом The Phantom Tomorrow с Эриком Роном была одним из величайших опытов, которые мы получили вместе в студии. Прием этого альбома был настолько страстным со стороны BVB Army, что мы решили, что продолжать сочинять и записываться с Эриком и Энтони. Вот как мы пришли к созданию этого EP, который, я думаю, является отличной иллюстрацией того, где мы находимся как группа и куда мы хотим продолжать двигаться вперед в музыкальном плане. Это взбешенно, обнадеживающе, интроспективно, честно и, прежде всего, то, чем мы очень гордимся».
9 июня 2023 года группа выпускает совместный с Вилле Вало кавер на песню Temple of Love от The Sisters of Mercy. Сразу после выпуска кавера группа объявила о совместном туре с Вилле Вало, который начнется 10 сентября в Луисвилле и закончится 20 октября Риверсайде.

### BLEEDERS EP(2024)
20 марта 2024 года группа анонсирует выпуск сингла Bleeders 26 апреля, 29 марта выходит 10-минутный документальный фильм о создании сингла. В преддверии выхода песни, на концертах группа начала появляться в гриме в видео окровавленного горла. 11 апреля стало известно что предстоящий сингл будет являться частью нового одноимённого мини-альбома, который будет состоять из трёх песен, а дата выпуска которого назначена на 21 июня 2024 года. Были раскрыты названия всех песен, а в магазине группы появились приуроченные к синглу аксессуары — винил, CD-диск, кассета. За день до выхода песни, 25 апреля, был выпущен трейлер. 26 апреля выходит сингл BLEEDERS вместе с клипом на него.

## Музыкальный стиль и влияния
На музыку Black Veil Brides повлияли легенды хэви и глэм метала: Kiss, Motley Crue, Twisted Sister, Pantera, Metallica, Def Leppard, Billy Idol и другие легенды 80-х годов. Сами участники группы называют свой стиль «рок-н-роллом», однако при этом в их музыке прослеживаются элементы хэви-метала, металкора, альтернативного метала, хард-рока и глэмкора.
Барабанщик группы, Кристиан «CC» Кома, вдохновлялся более современными группами, а именно Rise Against и As I Lay Dying.

## Награды
| Год                                                                           | Номинация                                   | Награда                                                            | Результат | Место |
| ----------------------------------------------------------------------------- | ------------------------------------------- | ------------------------------------------------------------------ | --------- | ----- |
| 2007                                                                          | Black Veil Brides                           | Bogart's Battle of the Bands                                       | Победа    | 2     |
| 2011                                                                          | Black Veil Brides                           | MTV's Favorite Breakthrough Band of 2011                           | Победа    | 3     |
| 2011                                                                          | Andy Biersack                               | Revolvers 100 Greatest Living Rock Stars 2011                      | Победа    | —     |
| 2011                                                                          | Set the World on Fire                       | Revolvers 20 Best Albums of 2011                                   | Победа    | 5     |
| 2011                                                                          | Black Veil Brides                           | Revolvers Golden God Awards: Best New Band 2011                    | Победа    | —     |
| 2011                                                                          | «The Legacy»                                | Revolvers Song of the Year 2011                                    | Победа    | 2     |
| 2011                                                                          | Black Veil Brides за «Fallen Angels»        | WGRD’s 2011 Favorite Listener Band of The Year                     | Победа    | 2     |
| 2011                                                                          | Black Veil Brides                           | Alternative Press: Band of the Year Award                          | Победа    | 1     |
| 2011                                                                          | Christian Coma                              | Alternative Press: Drummer of the Year Award                       | Победа    | 1     |
| 2012                                                                          | Black Veil Brides                           | Revolvers Golden God Awards: Most Dedicated Fans 2012              | Номинация | —     |
| 2012                                                                          | Andy Biersack                               | Revolvers Golden God Awards: Best Vocalist 2012                    | Номинация | —     |
| 2012                                                                          | Jake Pitts and Jinxx                        | Revolvers Golden God Awards: Best Guitarists 2012                  | Победа    | —     |
| 2012                                                                          | Black Veil Brides за 'Set the World on Fire | Kerrang! Award for Best Album 2012                                 | Номинация | —     |
| 2012                                                                          | Black Veil Brides                           | Kerrang! Award for Best Live Band 2012                             | Номинация | —     |
| 2012                                                                          | Andy Biersack                               | Kerrang! Award for Hottest Male 2012                               | Номинация | —     |
| 2012                                                                          | Ashley Purdy                                | Kerrang! Award for Hottest Male 2012                               | Номинация | —     |
| 2012                                                                          | Black Veil Brides за «Rebel Love Song»      | Kerrang! Award for Best Single 2012                                | Победа    | —     |
| 2013                                                                          | Black Veil Brides за «In the End»           | Loudwire Cage Match: Black Veil Brides vs. Halestorm               | Победа    | —     |
| 2013                                                                          | Black Veil Brides за «In the End»           | Loudwire Cage Match: Black Veil Brides vs. HIM                     | Победа    | —     |
| 2013                                                                          | Black Veil Brides за «In the End»           | Loudwire Cage Match: Black Veil Brides vs. Coheed and Cambria      | Победа    | —     |
| 2013                                                                          | Black Veil Brides за «In the End»           | Loudwire Cage Match: Black Veil Brides vs. Asking Alexandria       | Победа    | —     |
| 2013                                                                          | Black Veil Brides за «In the End»           | Loudwire Cage Match: Black Veil Brides vs. Bullet for My Valentine | Победа    | —     |
| 2013                                                                          | Black Veil Brides за «In the End»           | Revolvers Golden Gods Awards: Song of the Year 2013                | Победа    | —     |
| 2013                                                                          | Black Veil Brides                           | Revolvers Golden Gods Awards: Most Dedicated Fans 2013             | Номинация | —     |
| 2013                                                                          | Black Veil Brides                           | Relentless Kerrang! Awards 2013: Best live band                    | Победа    | —     |
| 2013                                                                          | Black Veil Brides                           | Alternative Press 2013 Readers Poll: Best Live Band                | Победа    | 1     |
| 2014                                                                          | Black Veil Brides                           | Loudwire Most Dedicated Fans of 2013                               | Победа    | —     |
| 2016                                                                          | Christian Coma                              | Alternative Press: Drummer of the Year Award                       | Победа    | —     |
| «—» означает что в номинации не было занято место или не предусмотрены места. |                                             |                                                                    |           |       |

## Состав группы

### Текущие участники
- Энди Бирсак — ведущий вокал (2006-настоящее время)
- Джинкс (Джереми Фергюсон) — ритм-гитара, скрипка, бэк-вокал (2009-настоящее время)
- Джейк Питтс — соло-гитара (2010-настоящее время)
- Кристиан «CC» Кома — ударные (2010-настоящее время)
- Лонни Иглтон — бас-гитара (2019-настоящее время)

### Бывшие участники
- Джонни Герольд — соло-гитара (2006)
- Фил Сенеделла — бас-гитара (2006)
- Крис «Крейвен» Ризенберг — ударные (2006)
- Кевин Харрис — клавишные (2006—2007)
- Нейт Шипп — соло-гитара, ритм-гитара, бэк-вокал (2006—2007)
- Роберт Томас — бас-гитара (2007—2008)
- Майк Стэмпер — ударные (2006—2009)
- Крис «Голливуд» Бласер — соло-гитара, ритм-гитара, бэк-вокал (2007—2009)
- Дэвид «Пан» Бертон — ритм-гитара (2009—2010)
- Сандра Алваренга — ударные (2009—2010)
- Эшли Парди — бас-гитара, бэк-вокал (2009—2019)

## Дискография
Студийные альбомы
- We Stitch These Wounds (2010)
- Set the World on Fire (2011)
- Wretched and Divine: The Story of the Wild Ones (2013)
- Black Veil Brides (2014)
- Vale (2018)
- Re-Stitch These Wounds (2020)
- The Phantom Tomorrow (2021)
- The Mourning (2022)